# Мачей Сломчински
Ма̀чей Сломчѝнски (на полски: Maciej Słomczyński) е полски преподавател, преводач, поет, сценарист и писател, автор на произведения в жанра криминален роман.
Пише под псевдонимите Джо Алекс (на английски: Joe Alex или Józef Aleks) – по името на главния герой в поредицата му „Приключенията на Джо Алекс“) и Кажимеж Квашневски (на полски: Kazimierz Kwaśniewski) за романи на милиционерска тематика.

## Биография и творчество
Мачей Сломчински е роден на 10 април 1922 г. във Варшава, Полша. Баща му е американският летец и впоследствие режисьор и филмов продуцент Мериан Колдуел Купър, който отива в Полша в периода 1919 – 1921 г. за участие като доброволец в ескадрилата „Костюшко“ в Полско-съветската война. Там има извънбрачна връзка с англичанката Марджъри Кросби. Майка му впоследствие се омъжва за Александер Сломчински, чието фамилно име приема Мачей.
В дома му в Миляновек, където израства, ежедневно се използва английски език и той приема много от англосаксонската култура. В училище става известен с брилянтните си есета и сблъсъка с преподавателите. Изпратен е да учи в гимназия близо до Краков, а после учи при брат си Войтек в Гдиня. Получава задочна бакалавърска степен във Вейхерово през 1939 г.
През 1941 г. се включва в нелегалната борбата срещу фашистите, става член на Армия Крайова след 1943 г. Арестуван е (1944) за укриване на евреи и е затворен в централния затвор „Павяк“, откъдето успява да избяга. Отива в Австрия, където попада в трудов лагер. След освобождението от американските войски се присъединява към армията на САЩ, а после служи в американската военна полиция във Франция.
През 1946 г. списание „Седмица“ (Tydzień) в Лодз публикува първия му поетичен писателски опит. Завръща се в Полша през 1947 г., където е подложен на специално наблюдение като вероятен английски шпионин. Първоначално живее в Лодз, установява се в Краков през 1954 г.
Владеейки от детството си добре английски език, работи като преводач на свободна практика. Превежда общо 52 произведения, сред които романи на Милтън, Суифт, Стивънсън, Карол, Фокнър и Джойс, както и всички произведения на Шекспир. Работейки особено внимателно, в продължение на 11 години превежда известния роман „Одисей“ на Джойс.
Освен с брилянтните си преводи на любимата англоезична литература става известен с криминалните си романи, написани в английски стил, публикувани под псевдонима Джо Алекс. В периода 1959 – 1991 г. публикува общо 8 романа с участието на главния герой Джо Алекс, който помага при разкриването на престъпления на своя приятел Бен Паркър от полицията в Скотланд Ярд. Самите произведения са именувани във формата на поетична линия от Шекспир, Киплинг, Йонеско и Есхил, която не служи само за украса на текста, а и като ключ към разкриване на криминалната загадка. Произведенията на автора са преведени на 13 езика и са издадени предимно в страните от Източна Европа.
Писателят активно си сътрудничи с полската телевизия като сценарист на популярния сериал „Кобра“. Автор е на текстове на песни и на хумористични стихове (около 3000).
Освен преводач и писател Мачей Сломчински е бил и преподавател в Школата за следдипломно литературно обучение по творческо писане към Ягелонския университет. През 2004 г. на негово име е учредена награда за най-добрите работи на студентите.
На 11 ноември 1997 г. е удостоен от президента Александър Квашневски с Командорски кръст със звезда на Ордена на възродена Полша, за заслуги към националната култура.
Бил е член на Съюза на писателите, на „Ротари клуб“, на „Ирландския клуб“ и вицепрезидент на международната фондация „Джейм Джойс“.
Мачей Сломчински умира на 20 март 1998 г. в Краков. Погребан е в Алеята на славата в Краков.

## Произведения

### Като Мачей Сломчински

#### Романи
- Lądujemy 6 czerwca (1947)
- Zadanie porucznika Kenta (1947)
- Fabryka śmierci (1948)
- Szary cień (1948)
- Marsz ołowianych żołnierzy (1965) – с Юлиуш Маковски

посмъртно
- Пейзаж със скорпион, Krajobraz ze Skorpionem (2002) – 4 части, включва и първия му, непубликуван роман от 1957 г., „Касиопея“

### Като Джо Алекс

#### Серия „Приключенията на Джо Алекс“ (Przygodach Joe Alexa)
1. Powiem wam jak zginął (1959)
2. Śmierć mówi w moim imieniu (1960)
3. Jesteś tylko diabłem (1960)
Ти си само дявол, изд. „Аргус“ (1999), прев. Веселин Маринов
4. Cichym ścigałam go lotem (1962)
И над морето го преследвах с полет тих ..., изд.: „Хр. Г. Данов“, Пловдив (1985), прев. Лина Василева
5. Zmącony spokój Pani Labiryntu (1965)
6. Gdzie przykazań brak dziesięciu (1968)
7. Piekło jest we mnie (1975)
8. Cicha jak ostatnie tchnienie (1991)

#### Цикъл повести „Черните кораби“ (Czarne okręty) – с Богдан Врублевски
- Ofiarujmy bogom krew jego (1972)
- Oto zapada noc mroczna (1972)
- Abyś nie błądził w obcej ciemności (1972)
- A drogi tej nie zna nikt (1972)
- Cień nienawiści królewskiej (1972)
- Lew was rozszarpał płowy (1972)
- Ciemny pierścień zakrzepłej krwi (1972)
- Kraina umarłych liści (1972)
- Posejdon o białym obliczu (1972)
- Niechaj umrze o wschodzie słońca (1972)
- Sam bądź księciem (1972)

#### Новели
- Niechaj odnajdą swoich wrogów – в антологията „Pod szlachetnym koniem“ (1963)

#### Пиеси
- Panny z Acheronu

#### Екранизации
- 1963 Zbrodniarz i panna
- 1963 Ostatni kurs
- 1967 Gdzie jest trzeci król?

### Като Кажимеж Квашневски

#### Романи
- Śmierć i Kowalski (1962)
- Gdzie jest trzeci król? (1966)
- Zbrodniarz i panna (1968)
- Każę aktorom powtórzyć morderstwo (1968)
- Ciemna jaskinia (1968)
- Czarny Kwiat

### Книги за Мачей Сломчински
- Maciej Słomczyński /1922 – 1998/ (2008) – от Моника Кухарчик-Кубака.